# Marun petrochemical company
 (septembre 2024).
La mise en forme du texte ne suit pas les recommandations de Wikipédia : il faut le « wikifier ».
Les points d'amélioration suivants sont les cas les plus fréquents :
- Les titres sont pré-formatés par le logiciel. Ils ne sont ni en capitales, ni en gras.
- Le texte ne doit pas être écrit en capitales (les noms de famille non plus), ni en gras, ni en italique, ni en « petit »…
- Le gras n'est utilisé que pour surligner le titre de l'article dans l'introduction, une seule fois.
- L'italique est rarement utilisé : mots en langue étrangère, titres d'œuvres, noms de bateaux, etc.
- Les citations ne sont pas en italique mais en corps de texte normal. Elles sont entourées par des guillemets français : « et ».
- Les listes à puces sont à éviter, des paragraphes rédigés étant largement préférés. Les tableaux sont à réserver à la présentation de données structurées (résultats, etc.).
- Les appels de note de bas de page (petits chiffres en exposant, introduits par l'outil «  Source ») sont à placer entre la fin de phrase et le point final[comme ça].
- Les liens internes (vers d'autres articles de Wikipédia) sont à choisir avec parcimonie. Créez des liens vers des articles approfondissant le sujet. Les termes génériques sans rapport avec le sujet sont à éviter, ainsi que les répétitions de liens vers un même terme.
- Les liens externes sont à placer uniquement dans une section « Liens externes », à la fin de l'article. Ces liens sont à choisir avec parcimonie suivant les règles définies. Si un lien sert de source à l'article, son insertion dans le texte est à faire par les notes de bas de page.
- La présentation des références doit suivre les conventions bibliographiques. Il est recommandé d'utiliser les modèles {{Ouvrage}}, {{Chapitre}}, {{Article}}, {{Lien web}} et/ou {{Bibliographie}}. Le mode d'édition visuel peut mettre en forme automatiquement les références.
- Insérer une infobox (cadre d'informations à droite) n'est pas obligatoire pour parachever la mise en page.

Pour une aide détaillée, merci de consulter Aide:Wikification.
Si vous pensez que ces points ont été résolus, vous pouvez retirer ce bandeau et améliorer la mise en forme d'un autre article.
 (septembre 2024).
Marun Petrochemical Company (en persan : شرکت پتروشیمی مارون) est une entreprise pétrochimique iranienne située à Mahchahr, dans la province du Khouzistan, fondée le 21 janvier 1999,,,,,,,,,,,,,,.

## Histoire
Marun Petrochemical Company, l'un des complexes de production pétrochimique d'Iran, a été établie dans la province du Khouzistan le 21 janvier 1999. L'entreprise a été fondée en collaboration avec la Compagnie pétrochimique nationale iranienne, le Fonds de Pension de la Compagnie Pétrolière et le Groupe Industriel Polymer Pooshineh. Marun Petrochemical a été construite sur une superficie totale de 102,5 hectares, comprenant deux unités distinctes dans deux régions géographiques différentes. La première unité est située dans la zone du Camp Koreyt à Ahvaz, occupant 9,5 hectares au kilomètre 15 de la route Ahvaz-Mahchahr. Cette unité est responsable de la récupération d'éthane et de la production de matières premières pour l'unité d'oléfines. Le produit est transporté par un pipeline de 95 kilomètres jusqu'à la Zone Économique Spéciale Pétrochimique de Bandar-e Emam Khomeyni. La seconde unité a été établie sur 93 hectares dans le Site 2 de la Zone Économique Spéciale Pétrochimique de Bandar-e Emam Khomeyni. Cette unité abrite l'usine d'oléfines ainsi que d'autres unités de production et services auxiliaires. Cette structure à double emplacement permet à l'entreprise de réaliser l'ensemble du processus de production, de la récupération d'éthane aux produits pétrochimiques finaux, dans une chaîne intégrée. La construction de l'unité d'oléfines, connue sous le nom de "Septième Projet Oléfines", a débuté en 2000. La Marun Petrochemical Company a commencé ses opérations en 2006, environ huit ans après sa création. L'inauguration officielle de l'unité d'oléfines a été effectuée en présence de Hassan Rouhani, alors Président de l'Iran. Le lancement de cette unité a transformé Marun Petrochemical Company en l'un des principaux producteurs d'oléfines au monde. Deux ans après sa mise en service, en 2008, dans le cadre des politiques de privatisation, la Compagnie Nationale Pétrochimique a transféré la propriété et la gestion de cette entreprise au secteur privé,,,,,.

## Unités et produits
Le complexe comprend des usines de polyéthylène basse densité (PEBD), de polyéthylène haute densité, de polyphénol, d'oléfines, d'oxyde d'éthylène/éthylène glycol et de contrôle par ultrasons. L'usine principale est celle d'oléfines qui alimente les autres. Chaque usine a sa propre licence. Par exemple, la licence pour l'usine de PEBD provient de Stamicarbon (SABIC),,,,,.

## Sanctions
En 2022, le Département du Trésor des États-Unis a sanctionné les entreprises pétrochimiques Marun, Kharg et Fanavaran afin de cibler l'exportation de produits pétrochimiques iraniens,,,,,,,,.